# Gagrella franzi
Gagrella franzi is een hooiwagen uit de familie Sclerosomatidae.